# Einat Jaronová
Einat Jaron (hebrejsky עֵינַת ירון‎), (* 11. listopadu 1973 Izrael) je bývalá reprezentantka Izraele v judu.

## Sportovní kariéra
Měla pokračovat v úspěších Ja'el Aradové, ale rivalita s krajankou Danielou Krukower jí nakonec stála úspěšnou kariéru.
Až do olympijských hrách v Atlantě v roce 1996 složitě hubla do lehká váhy a čekala až Aradová uvolní místo (ukončí kariéru) ve váze polostřední. Jenže tuto váhu si v roce 1997 začala nárokovat i Krukowerová, které pro její styl boje střední váha neseděla. V roce 1998 vzniknul s blížícími se olympijskými hrami v Sydney konflikt, který přinutil Krukowerovou ke startu za jinou zemi. Často zraněná Jaronová však důvěru izraelského svazu nezvládla, na olympijské hry v roce 2000 se nekvalifikovala a ke všemu záhy vážně onemocněla. Nemoc naštěstí dokázala porazit, ale k vrcholovému sportu se nevrátila.

## Výsledky
| Turnaj             | 1991       | 1992       | 1993       | 1994       | 1995       | 1996       | 1997          | 1998          | 1999          |
| Turnaj             | 18         | 19         | 20         | 21         | 22         | 23         | 24            | 25            | 26            |
| Turnaj             | lehká váha | lehká váha | lehká váha | lehká váha | lehká váha | lehká váha | polostřední v | polostřední v | polostřední v |
| ------------------ | ---------- | ---------- | ---------- | ---------- | ---------- | ---------- | ------------- | ------------- | ------------- |
| Mistrovství světa  | —          |            | —          |            | úč.        |            | —             |               | úč.           |
| Mistrovství Evropy | —          | —          | —          | úč.        | 3.         | —          | —             | —             | úč.           |
| ME juniorů         | úč.        |            |            |            |            |            |               |               |               |